# ハンザ・スタジオ
ハンザ・スタジオ (Das Hansa Tonstudio) は、ドイツ、ベルリンのケーテナー通りに位置する録音スタジオである。ベルリンの壁のそばにあったことから、かつては「Hansa by the Wall」や「The Great Hall by the Wall」などと呼ばれていた。

## 歴史
ハンザ･スタジオは、1964年の西ベルリン西部にマイゼル兄弟によって建設された。その後、1972年に現在の場所に移転している。かつてナチスの娯楽施設だったテナントを改良して造られたスタジオである。
ハンザ・レコードの元で運営され、デヴィッド・ボウイやブライアン・イーノ、イギー・ポップ、U2、ニック・ケイヴ・アンド・ザ・バッド・シーズ、クロウ・ボーイズ・クロウ、デペッシュ・モード、マリリオン、キリング・ジョーク、ボニーM、最近ではスノウ・パトロールやケント、リヴィング・シングスなどとのレコーディングで数々の作品を生み出し、特にポストパンクとシンセポップのジャンルにおいてのスタジオのステータスを伝説的なものへと引き上げた。

## 録音
- 1977年 - デヴィッド・ボウイ - 『ロウ』
- 1977年 - デヴィッド・ボウイ - 『英雄夢語り (ヒーローズ)』
- 1977年 - イギー・ポップ - 『イディオット』
- 1977年 - イギー・ポップ - 『ラスト・フォー・ライフ』
- 1979年 - デヴィッド・ボウイ - 『ロジャー (間借人)』
- 1979年 - タンジェリン・ドリーム - 『偉大なる標的』
- 1980年 - 一風堂 - 『REAL』
- 1980年 - 加藤和彦 - 『うたかたのオペラ』
- 1982年 - デヴィッド・ボウイ - 『バール (アルバム)』
- 1983年 - デペッシュ・モード - 『コンストラクション・タイム・アゲイン』
- 1984年 - キリング・ジョーク - 『暴虐の夜』
- 1984年 - ニック・ケイヴ・アンド・ザ・バッド・シーズ - 『ザ・ファスト・ボーン・イズ・デッド』
- 1984年 - 根津甚八 - 『+B 1984 Berlin』
- 1985年 - マリリオン - 『過ち色の記憶』
- 1985年 - BOØWY - 『BOØWY』
- 1986年 - キリング・ジョーク - 『ブライター・ザン・ア・サウザンド・サンズ』
- 1986年 - ニック・ケイヴ・アンド・ザ・バッド・シーズ - 『ユア・フューネラル・マイ・トライアル』
- 1987年 - 小泉今日子 - 『Phantasien』
- 1991年 - U2 - 『アクトン・ベイビー』
- 1998年 - 布袋寅泰 - 『SUPERSONIC GENERATION』
- 2008年 - スノウ・パトロール - 『ア・ハンドレッド・ミリオン・サンズ』
- 2008年 - スーパーグラス - 『ダイアモンド・フー・ハ』
- 2015年 - 凛として時雨 - 『es or s』